# Robert Weber (Politiker, 1906)
Robert Weber (* 24. Januar 1906 in Karlsruhe; † 17. August 1987 in Heidelberg) war ein deutscher Jurist, Kommunalpolitiker und Mitglied der SPD. Von 1958 bis 1966 war Robert Weber Oberbürgermeister von Heidelberg.

## Leben und Wirken
Robert Weber trat 1929 in die SPD ein. Er war von Beruf Jurist und arbeitete seit 1932 als Staatsanwalt und Richter. 1947 wurde er Gründungspräsident des Landesarbeitsgerichts Mannheim. 1951 berief man ihn als Ministerialrat in das Justizministerium für Nordbaden-Württemberg.  Ab 1954 war er Landesgerichtspräsident in Mannheim. 1956 gehörte Robert Weber dem Gemeinderat von Heidelberg an. Am 22. Juni 1955 wurde er mit 70 von 80 Stimmen vom Landtag von Baden-Württemberg zum stellvertretenden Richter am Staatsgerichtshof für das Land Baden-Württemberg gewählt. Er wurde am 4. Juni 1958 mit 79 von 104 Stimmen vom Landtag in diesem Amt bestätigt. Er amtierte bis zu seinem Rücktritt Ende 1959.
Robert Weber setzte sich 1958 bei der Oberbürgermeisterwahl im zweiten Wahlgang mit 54,7 % der Wählerstimmen gegen seinen Amtsvorgänger, den CDU-Politiker Carl Neinhaus, welcher im ersten Wahlgang nicht kandidiert hatte, durch. Herausragendes Ereignis in der Amtszeit von Robert Weber war die Begründung der Städtepartnerschaft Heidelbergs mit Montpellier im Jahr 1961. Weitere wichtige Entscheidungen in seiner Amtszeit waren die Anlage der Neubausiedlung Boxberg und die Verlagerung der naturwissenschaftlichen Institute der Universität aus der Altstadt ins Neuenheimer Feld.
Robert Weber, der als Kunstfreund galt und sich von seinem Amtsvorgänger und -nachfolger durch einen eher kooperativen Führungsstil unterschied, wurde von seiner Partei gedrängt, sich 1966 nicht noch einmal zur Wahl zu stellen. Stattdessen nominierte die SPD für die Oberbürgermeisterwahl Reinhold Zundel, der dann auch als Nachfolger von Robert Weber zum Oberbürgermeister gewählt wurde. Im Jahr 2000 warf Reinhold Zundel seinem Vorgänger „kommunale Führungsinzucht von äußerster Gefährlichkeit“ vor.

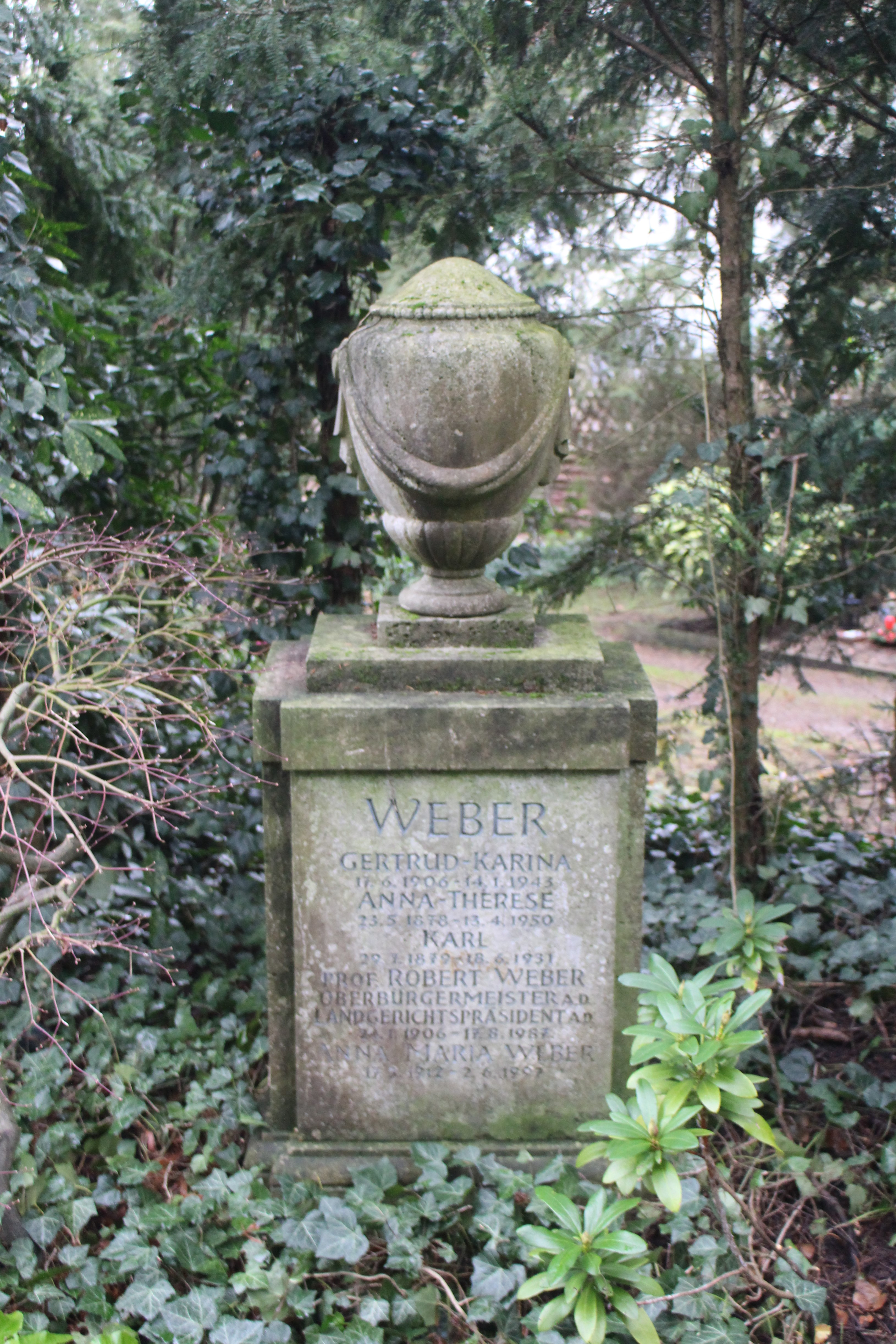
Grabstätte von Robert Weber, Bergfriedhof Heidelberg

Robert Weber wurde auf dem Heidelberger Bergfriedhof beigesetzt. Sein Familiengrab befindet sich in der (Abt. R), unweit der Grabanlage des Dirigenten  Wilhelm Furtwänglers.

## Weblink
- Informationen auf der Seite des Heidelberger Geschichtsvereins